# 小行星4228
小行星4228（4228 Nemiro）是一颗围绕太阳公转的小行星。1968年7月25日，G·A·普廖金（G. A. Plyugin）、尤里·A·別列耶夫（Yuri A. Belyaev）在Cerro El Roble发现了此天体。
这颗小行星的绝对星等为112.8069866577713等。